# 田岡良一

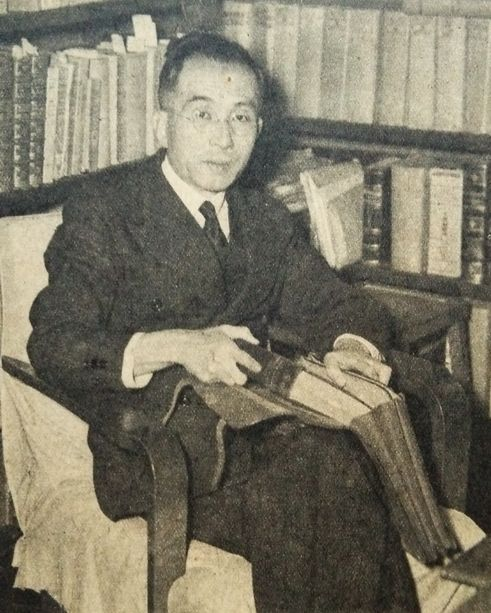
1949年

田岡 良一（たおか りょういち、1898年3月28日 - 1985年5月29日）は、日本の法学者。位階は正三位。
専門は国際法。学位は、法学博士（京都帝国大学・1940年）（学位論文「空襲と国際法」）。京都大学名誉教授。高知県生まれ。

## 略歴

### 学歴
- 豊浦中学
- 第六高等学校卒業
- 1922年（大正11年）京都帝国大学法学部政治学科卒業

### 職歴
- 1922年（大正11年）京都帝国大学助手
- 1924年（大正13年）東北帝国大学法文学部助教授
- リヨン大学留学
- 1930年（昭和5年）東北帝国大学法文学部教授
- 1940年3月 京都帝国大法学部教授（国際公法第一講座）
- 1950年5月 京都大学法学部長（9月まで）
- 1950年 神戸大学教授兼任（1960年まで）
- 1960年
  - 3月 京都大学定年退官
  - 4月 京都大学名誉教授、関西学院大学教授（1968年まで）
- 1969年8月 大阪産業大学学長
- 1972年4月 大阪経済法科大学教授
- 1976年 大阪経済法科大学客員教授

#### 学内における役職
- 京都大学評議員（1946年3月-1948年3月 1953年12月-1955年4月）

#### 学外における役職
- 1961年 国際法学会理事長
- 1963年 宇宙開発審議会委員
- 1964年 日本学士院会員
- 1967年 常設国際仲裁裁判所判事（1985年まで）

## 受賞等
- 1968年11月3日 勲一等瑞宝章
- 1985年5月29日 正三位

## 家族
田岡嶺雲（思想家）は父。田岡俊次（ジャーナリスト）は三男。田岡久雄（国際ロータリー広報担当コーディネーター）は長男。

## 著書

### 単著
- 『国際法学大綱 上巻』（巌松堂書店、1934年／改訂増補、1943年）
- 『空襲と国際法』（巌松堂書店、1937年）
- 『国際法学大綱 下巻』（巌松堂書店、1939年／増補版、1947年）
- 『委任統治の本質』（有斐閣、1941年）
- 『国際法（新法学講話）』（ダイヤモンド社、1941年／改訂版、1943年）
- 『戦争法の基本問題』（岩波書店、1944年）
- 『国際連合憲章――口語訳、註釈及び英文付』（有斐閣、1947年）
- 『国際連合憲章の研究――国際連盟規約との比較』（有斐閣、1949年）
- 『国際連合（社会科文庫）』（三省堂出版、1949年）
- 『永世中立と日本の安全保障』（有斐閣、1950年）
- 『国際法講義 上巻』（有斐閣、1955年）『国際法学大綱 上巻』の補足修正
- 『国際法（法学普及講座）』（勁草書房、 1950年／改訂版、1958年）
- 『法律学全集 (57) 国際法Ⅲ』（有斐閣、1959年／新版、1973年）
- 『国際法上の自衛権』（勁草書房、1964年／補訂版、1981年／新装版、2014年）
- 『大津事件の再評価』（有斐閣、1976年／新版、1983年）

### 共著
- （田畑茂二郎）『国際法講話』（高桐書院、1948年）
- （田畑茂二郎）『改訂 国際法講話』（有信堂、1950年）
- （畝村繁）『國際法（現代法学全書）』（青林書院、1957年）
- （小川芳彦改訂）『国際法 新版』（勁草書房、1986年）

### 編著
- 『法理学及国際法論集――恒藤博士還暦記念』（有斐閣、1949年）
- 『国際法・国際政治事典』（青林書院、1956年／改訂第1版、1957年／1960年）

### 共編著
- （瀧川幸辰）『法学体系』「第四 国際公法」執筆（勁草書房、1951年）
- （中川善之助・千葉正士）『法と法学教育』（勁草書房、1962年）
- （田畑茂二郎）『外国資産国有化と国際法』（日本国際問題研究所、1964年）

### 記念論文集
- （田畑茂二郎編）『国際連合の研究 田岡良一先生還暦記念論文集』（有斐閣、第1巻、1962年／第2巻、1963年／第3巻、1966年）

| スタブアイコン | サブスタブ | この項目は、まだ閲覧者の調べものの参照としては役立たない、人物に関連した書きかけの項目です。この項目を加筆・訂正などしてくださる協力者を求めています（P:人物伝/PJ:人物伝）。 |